# Hierodula sorongana
Hierodula sorongana är en bönsyrseart som beskrevs av Giglio-tos 1912. Hierodula sorongana ingår i släktet Hierodula och familjen Mantidae.

## Underarter
Arten delas in i följande underarter:
- H. s. squalida
- H. s. sorongana